# Oxyopomyrmex krueperi
Oxyopomyrmex krueperi är en myrart som beskrevs av Auguste-Henri Forel 1911. Oxyopomyrmex krueperi ingår i släktet Oxyopomyrmex och familjen myror. Inga underarter finns listade i Catalogue of Life.